# Ronnie Stern
Ronald „Ronnie“ Stern (* 11. Januar 1967 in Sainte-Agathe-des-Monts, Québec) ist ein ehemaliger kanadischer Eishockeyspieler, der im Verlauf seiner aktiven Karriere zwischen 1984 und 2000 unter anderem 681 Spiele für die Vancouver Canucks, Calgary Flames und San Jose Sharks in der National Hockey League auf der Position des rechten Flügelstürmers bestritten hat. Stern verkörperte den Spielertyp des Enforcers.

## Karriere
Stern spielte zunächst drei Jahre von 1984 bis 1987 bei den Chevaliers de Longueuil in der Ligue de hockey junior majeur du Québec. Neben zahlreichen Strafminuten konnte der Kanadier auch Akzente in der Offensive setzen und akkumulierte bis zum Beginn seiner Profikarriere 759 Strafminuten und 163 Punkte in 193 Spielen in der LHJMQ.
Nachdem ihn die Vancouver Canucks im NHL Entry Draft 1986 in der vierten Runde an 70. Stelle ausgewählt hatten, unterschrieb Stern vor der Saison 1987/88 seinen ersten Profivertrag. Die Canucks setzten den rechten Flügelstürmer in den folgenden vier Jahren zumeist sowohl im Farmteam als auch im NHL-Kader ein, einen Stammplatz konnte er sich jedoch nie erarbeiten. Im Verlauf der Spielzeit 1990/91 gaben ihn die Canucks in einem insgesamt drei Spieler umfassenden Transfergeschäft zu den Calgary Flames ab, wo Stern schließlich einen Stammplatz erhielt. Er blieb bis zum Ende der Saison 1996/97 bei den Flames und spielte in der Spielzeit 1993/94 sein bestes NHL-Jahr mit 29 Punkten in 71 Spielen. Nach einer Knieoperation, die dazu führte, dass er die gesamte Saison 1997/98 verpasste, wechselte er im August 1998 als Free Agent zu den San Jose Sharks. Dort hatte er einen Zweijahresvertrag unterschrieben.
Nach Auslauf des Vertrages beendete Stern seine Karriere im September 2000 im Alter von 33 Jahren offiziell.

## Karrierestatistik
(Legende zur Spielerstatistik: Sp oder GP = absolvierte Spiele; T oder G = erzielte Tore; V oder A = erzielte Assists; Pkt oder Pts = erzielte Scorerpunkte; SM oder PIM = erhaltene Strafminuten; +/− = Plus/Minus-Bilanz; PP = erzielte Überzahltore; SH = erzielte Unterzahltore; GW = erzielte Siegtore; 1 Play-downs/Relegation; Kursiv: Statistik nicht vollständig)